# SBB Am 841 sorozat
Az SBB Am 841 sorozat egy négytengelyes, Bo'Bo' tengelyelrendezésű svájci dízelmozdony-sorozat. 1996 és 1997 között összesen 40 darabot gyártott a GEC Alstom Transport SA.